# 구마가와 가케루
구마가와 가케루(일본어: 熊川 翔, 1997년 4월 2일~)는 일본의 축구 선수이다.

## 구단 경력
그는 2018년 일본 지역 리그의 이와키 FC에 입단했다. 2020년 J1리그의 요코하마 FC로 이적했다. 2021년 J3리그의 YSCC 요코하마에서 활동하였다.